# Dike Basket Napoli
El Dike Basket Napoli fue un club de baloncesto femenino italiano con sede en la ciudad de Nápoles, en Campania.
Disputaba sus encuentros en el PalaVesuvio de Nápoles, con capacidad para 2.000 espectadores. Los colores de la sociedad eran el blanco, el azul y el naranja.

## Historia
El equipo fue fundado en el 2005 como Associazione Sportiva Dilettantistica Gymnasium Napoli y llegó a la Serie A2 gracias a la victoria de los play off de la Serie B de Eccellenza femenina en el 2007. En el 2011 asumió el nombre actual.
Se consagró campeón de Italia en la categoría Sub-14 femenina en el 2006 y en el 2007, campeón de Europa Sub-14 en el 2007 en Moscú, campeón de Italia Sub-13 3 vs 3 en el 2007. En el 2014 ganó la Copa Italia de Serie A2 y fue admitida a la Serie A1.
El 24 de enero de 2019 se retiró del campeonato de Serie A1, cuando ocupaba el cuarto lugar de la tabla.

## Palmarés

### Torneos nacionales
- 1 Copa de Italia de Serie A2: 2014.

### Torneos juveniles
- 2 Ligas Italianas Sub-14: 2006, 2007.
- 1 Liga Italiana Sub-13 3 vs 3: 2007.
- 1 Copa de los Campeones de Europa Sub-14: 2007.